# Пирятинська 2-га сотня
Друга Пирятинська сотня — адміністративно-територіальна та військова одиниця за Гетьманщини (Військо Запорозьке Городове) з центром у містечку Пирятин. Сотня існувала з перервами: утворена у складі Лубенського, пізніше перебувала у складі Кропивнянського і повторно відновлена у Лубенському полку.

## Історія
Утворена восени 1648 року у складі Лубенського полку як військовий підрозділ міста Пирятина. У 1649 році, за Зборівським миром, включена до складу Кропивнянського полку, в якому перебувала до 1658 року. Загальна кількість козаків (разом із Пирятинською 1-ю сотнею) складала 307 чоловік.
У 1658 році Іваном Виговським повернута до складу Лубенського полку і ліквідована. Територія включена до 1-ї Пирятинської сотні
У 1762 році сотня знову відновлена. За Рум'янцевським описом 1765—1769 років за сотнею рахувалось лише село Харківці.
З ліквідацію полково-сотенної адміністрації Лівобережної України у 1782 році, 2-га Пирятинська сотня, разом з усіма іншими була розформована. Населені пункти сотні було розподілено поміж Пирятинським, Лубенським та Хорольським повітами Київського намісництва.

## Сотенний устрій

### Сотники
- Миколаєнко Іван (1649)
- Оріховський Іван Михайлович (1760-1771)
- Булюбаш Іов Якович (1771 - 1782)

### Писарі
- Горбаневський Лев (? - 1762 - 1765 - ?)
- Шевейченко Лазар (1777 - 1782)

### Осавули
- Євдошенко Федір (? - 1762 - 1765 - ?)
- Сидоренко Іван (підосавул, 1762)
- Гербанський Сава (1770 - 1780 - ?)

### Хорунжі
- Немира Максим (? - 1762 - ?)
- Шебеденко Йосип (1776 - 1780 - ?)

### Городові отамани
- Вакулович Андрій Іванович (? - 1762 - ?)
- Якименко Григорій (1774 - 1780 - ?)

## Опис 2-ї Пирятинської сотні
За описом Київського намісництва 1781 року наявні наступні дані про кількість сіл та населення Другої Пирятинської сотні (за новоствореними повітами) напередодні ліквідації:
| Населені пункти 2-ї Пирятинської сотні                     | Дворян і шляхетства | Різночинців | Духовенства | Церковників | Греків | Хат              | Хат                   | Хат   | Хат                                        | Хат                                                           | Всього | Всього                             |
| ---------------------------------------------------------- | ------------------- | ----------- | ----------- | ----------- | ------ | ---------------- | --------------------- | ----- | ------------------------------------------ | ------------------------------------------------------------- | ------ | ---------------------------------- |
| Населені пункти 2-ї Пирятинської сотні                     | Дворян і шляхетства | Різночинців | Духовенства | Церковників | Греків | козаків виборних | козаків підпомічників | міщан | посполитих коронних, в тому числі рангових | посполитих власницьких, різночинських і козацьких підсусідків | хат    | за останньою 1764 року ревізії душ |
| Відійшли до Пирятинського повіту (Київського намісництва): |                     |             |             |             |        |                  |                       |       |                                            |                                                               |        |                                    |
| село Повстин                                               | 1                   | 2           | 1           | —           | —      | 86               | 66                    | —     | —                                          | 75                                                            | 227    | —                                  |
| село Харківці                                              | 4                   | 4           | 2           | 1           | —      | 171              | 22                    | —     | 4                                          | 67                                                            | 264    | —                                  |
| село Дейманівка                                            | 1                   | 6           | 1           | 1           | —      | 79               | 76                    | —     | —                                          | 52                                                            | 207    | —                                  |
| село Прихідьки                                             | 2                   | 1           | 2           | 1           | —      | 48               | 62                    | —     | 8                                          | 26                                                            | 144    | —                                  |
| село Шкурати                                               | 1                   | —           | 1           | 1           | —      | —                | 21                    | —     | —                                          | 19                                                            | 40     | —                                  |
| село Бубни                                                 | 1                   | 4           | 1           | —           | —      | 79               | 12                    | —     | 12                                         | 31                                                            | 134    | —                                  |
| До села Повстин: 1. хутір осавула сотенного Яворщенка      | —                   | —           | —           | —           | —      | —                | —                     | —     | —                                          | 1                                                             | 1      | —                                  |
| 2. хутір військового товариша жінки Кірьяниної             | —                   | —           | —           | —           | —      | —                | —                     | —     | —                                          | 5                                                             | 5      | —                                  |
| 3. хутір військового товариша Гербановського               | —                   | —           | —           | —           | —      | —                | —                     | —     | —                                          | 2                                                             | 2      | —                                  |
| До села Дейманівка: 4. хутір Високий                       | —                   | —           | —           | —           | —      | —                | —                     | —     | —                                          | 10                                                            | 10     | —                                  |
| 5. хутір осавулиної Огранавичевої                          | —                   | —           | —           | —           | —      | —                | —                     | —     | —                                          | 1                                                             | 1      | —                                  |
| 6. хутір бунчукового товариша Гамалѣя                      | —                   | —           | —           | —           | —      | —                | —                     | —     | —                                          | 1                                                             | 1      | —                                  |
| 7. хутір Окіп                                              | —                   | —           | —           | —           | —      | —                | —                     | —     | —                                          | 7                                                             | 7      | —                                  |
| 8. хутір осавулиної Огранавичевої                          | —                   | —           | —           | —           | —      | —                | —                     | —     | —                                          | 2                                                             | 2      | —                                  |
| 9. хутір бунчукового товариша Щербака                      | —                   | —           | —           | —           | —      | —                | —                     | —     | —                                          | 4                                                             | 4      | —                                  |
| Разом у частині сотні 2-ї Пирятинської                     | 10                  | 17          | 8           | 4           | —      | 463              | 259                   | —     | 24                                         | 303                                                           | 1049   | 2791                               |
| Відійшли до Лубенського повіту (Київського намісництва):   |                     |             |             |             |        |                  |                       |       |                                            |                                                               |        |                                    |
| село Юсківці (нині Ісківці)                                | —                   | 3           | 1           | 2           | —      | 120              | 41                    | —     | —                                          | 82                                                            | 243    | —                                  |
| 1. хутір монастиря Лубенського                             | —                   | —           | —           | —           | —      | —                | —                     | —     | —                                          | 6                                                             | 6      | —                                  |
| 2. хутір військового товариша Іваненка                     | —                   | —           | —           | —           | —      | —                | —                     | —     | —                                          | 2                                                             | 2      | —                                  |
| 3. хутір козаків Хоменків                                  | —                   | —           | —           | —           | —      | 3                | —                     | —     | —                                          | —                                                             | 3      | —                                  |
| 4. хутір козака Хрипуна                                    | —                   | —           | —           | —           | —      | 1                | —                     | —     | —                                          | —                                                             | 1      | —                                  |
| 5. хутір значкового товариша Косинського                   | —                   | —           | —           | —           | —      | —                | —                     | —     | —                                          | 4                                                             | 4      | —                                  |
| 6. хутір сотника Самойловського                            | —                   | —           | —           | —           | —      | —                | —                     | —     | —                                          | 7                                                             | 7      | —                                  |
| 7. хутір Лубенського монастиря                             | —                   | —           | —           | —           | —      | —                | —                     | —     | —                                          | 5                                                             | 5      | —                                  |
| Разом у частині сотні 2-ї Пирятинської                     | —                   | 3           | 1           | 2           | —      | 124              | 41                    | —     | —                                          | 106                                                           | 271    | 655                                |
| Відійшли до Хорольського повіту (Київського намісництва):  |                     |             |             |             |        |                  |                       |       |                                            |                                                               |        |                                    |
| село Онушки                                                | —                   | 1           | 1           | 1           | —      | 92               | 21                    | —     | —                                          | 40                                                            | 153    | —                                  |
| село Велике Селецьке                                       | —                   | 1           | 2           | 2           | —      | 154              | 20                    | —     | —                                          | 47                                                            | 221    | —                                  |
| 1. хутір козаків Халів                                     | —                   | —           | —           | —           | —      | 3                | —                     | —     | —                                          | —                                                             | 3      | —                                  |
| 2. хутір козака Лозицького                                 | —                   | —           | —           | —           | —      | 1                | —                     | —     | —                                          | —                                                             | 1      | —                                  |
| 3. хутір козака Яковенка                                   | —                   | —           | —           | —           | —      | 3                | —                     | —     | —                                          | —                                                             | 3      | —                                  |
| 4. хутір військового канцеляриста Писаренка                | —                   | 1           | —           | —           | —      | 2                | —                     | —     | —                                          | —                                                             | 2      | —                                  |
| 5. хутір священика Паталаха                                | —                   | —           | —           | —           | —      | —                | —                     | —     | —                                          | 2                                                             | 2      | —                                  |
| 6. хутір козака Паталаха                                   | —                   | —           | —           | —           | —      | —                | —                     | —     | —                                          | 1                                                             | 1      | —                                  |
| 7. хутір козака Паталѣ                                     | —                   | —           | —           | —           | —      | —                | —                     | —     | —                                          | 1                                                             | 1      | —                                  |
| Разом у частині сотні 2-ї Пирятинської                     | —                   | 3           | 3           | 3           | —      | 255              | 41                    | —     | —                                          | 91                                                            | 387    | 975                                |
| Всього у сотні 2-й Пирятинській                            | 10                  | 23          | 12          | 7           | —      | 842              | 341                   | —     | 24                                         | 500                                                           | 1707   | 4421                               |